# XL Brygada Piechoty

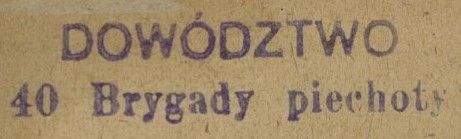
Odcisk pieczęci podłużnej dowództwa

XL Brygada Piechoty (XL BP) – brygada piechoty Wojska Polskiego II RP.
W październiku 1919 została utworzona 2 Dywizja Litewsko-Białoruska, a w jej składzie IV Brygada. Początkowo w skład brygady wchodził tylko Białostocki pułk strzelców. Po zakończeniu organizacji Słuckiego pułk strzelców uzupełnił on skład brygady.

## Organizacja
- Dowództwo 40 Brygady Piechoty
- 78 pułk piechoty
- 79 pułk piechoty

## Obsada personalna
- dowódca brygady – płk Stefan Pasławski (15 VII 1920 – 1921)
- adiutant sztabowy:
  - mjr Bolesław Zawadzki (2 VII – 31 XII 1920)
  - kpt. adj. szt. Stanisław Maczek (do 1 VII 1921[2])